# Fenyang
Koordinaten: 37° 20′ N, 111° 48′ O
Fenyang (汾阳市,  Fényáng Shì) ist eine chinesische kreisfreie Stadt, die zum Verwaltungsgebiet der bezirksfreien Stadt Lüliang im mittleren Westen der Provinz Shanxi gehört. Sie hat eine Fläche von 1.173 km² und zählt 407.647 Einwohner (Stand: Zensus 2020).
Der Taifu Guan (太符观), der Wuyue-Tempel von Fenyang (Fenyang Wuyue Miao 汾阳五岳庙), die Wenfeng-Pagode (Wenfeng Ta 文峰塔) und die Fenjiu-Spirituosenfabrik in Xinghuacun (Xinghuacun Fenjiu Zuofang 杏花村汾酒作坊) stehen auf der Liste der Denkmäler der Volksrepublik China.